# 名鉄ワフ30形貨車
名鉄ワフ30形貨車（めいてつワフ30がたかしゃ）とは、かつて名古屋鉄道で運用されていた木造貨車（有蓋緩急車）である。9両（ワフ31 - ワフ39）が運用された。

## 概要
- 元は愛知電気鉄道の木造有蓋緩急車ワブ310形である。1920年（大正9年）に日本車輛製造で製造された愛知電気鉄道の木造有蓋車ワ170形のうち10両を1925年（大正14年）に有蓋緩急車として改造、ワブ310形（ワブ310 - ワブ319）とした。1927年（昭和2年）に1両が加悦鉄道に譲渡される。1935年（昭和10年）に名岐鉄道と愛知電気鉄道が合併し名古屋鉄道が発足すると引き継がれる（ワブ310形（ワブ310 - ワブ318））。1941年（昭和16年）にワフ30形（ワフ31 - ワフ39）に改番する。
- 主に東部線で使用される。1951年（昭和26年）に空気制動を設置、その後車体を更新し、鉄骨木造車体となる。ほとんどは1968年（昭和43年）までに廃車となり、瀬戸線に転属したワフ39のみが残る。1978年（昭和53年）に瀬戸線の貨物営業廃止とともに、残ったワフ39も廃車となり、形式消滅する。